# Linaria amethystea
Linaria amethystea är en grobladsväxtart som först beskrevs av Étienne Pierre Ventenat, och fick sitt nu gällande namn av Johann Centurius von Hoffmannsegg och Heinrich Friedrich Link. Enligt Catalogue of Life ingår Linaria amethystea i släktet sporrar och familjen grobladsväxter, men enligt Dyntaxa är tillhörigheten istället släktet sporrar och familjen grobladsväxter. Arten har ej påträffats i Sverige.

## Underarter
Arten delas in i följande underarter:
- L. a. amethystea
- L. a. broussonetii
- L. a. ignescens
- L. a. multipunctata

## Bildgalleri

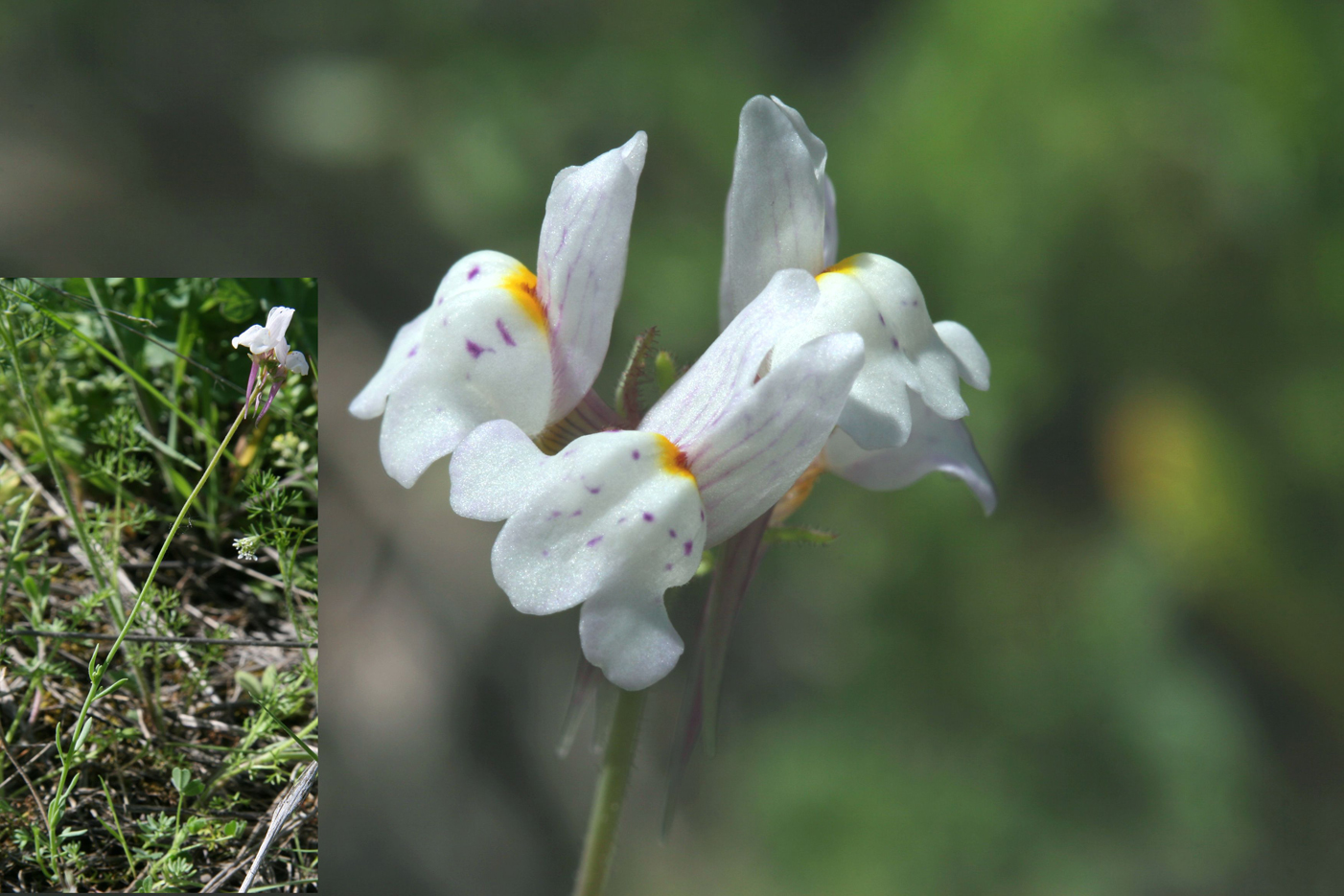
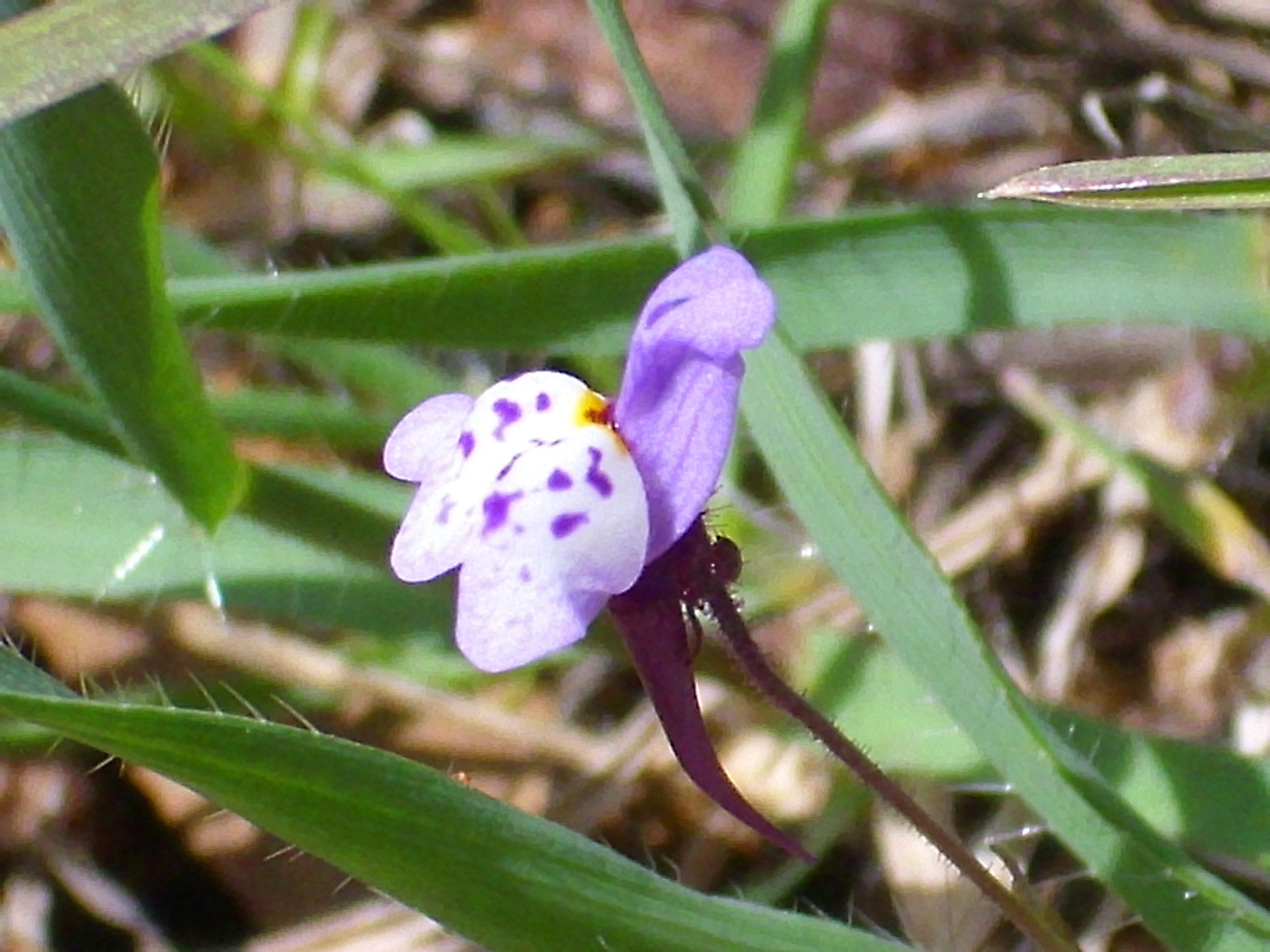
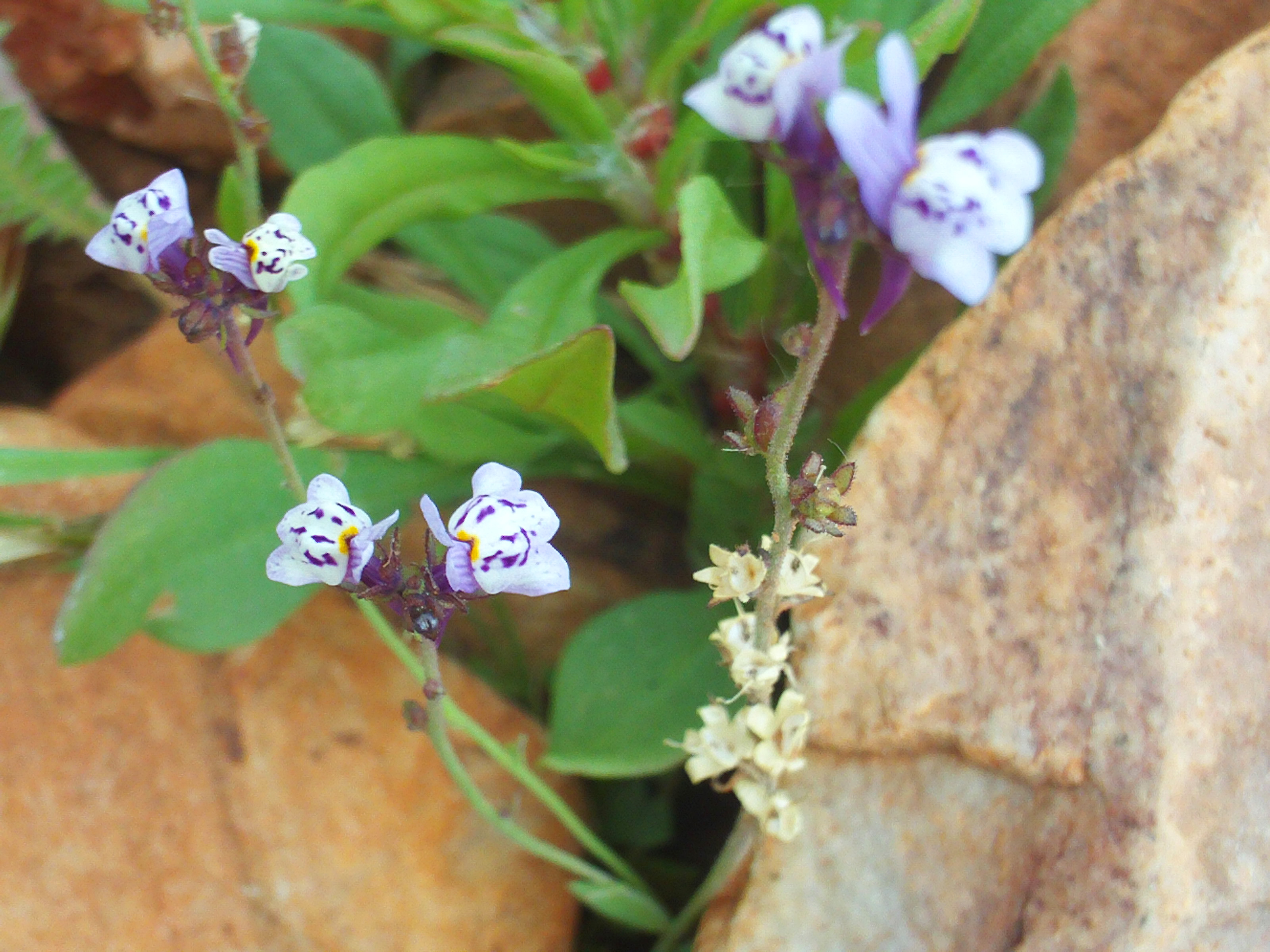
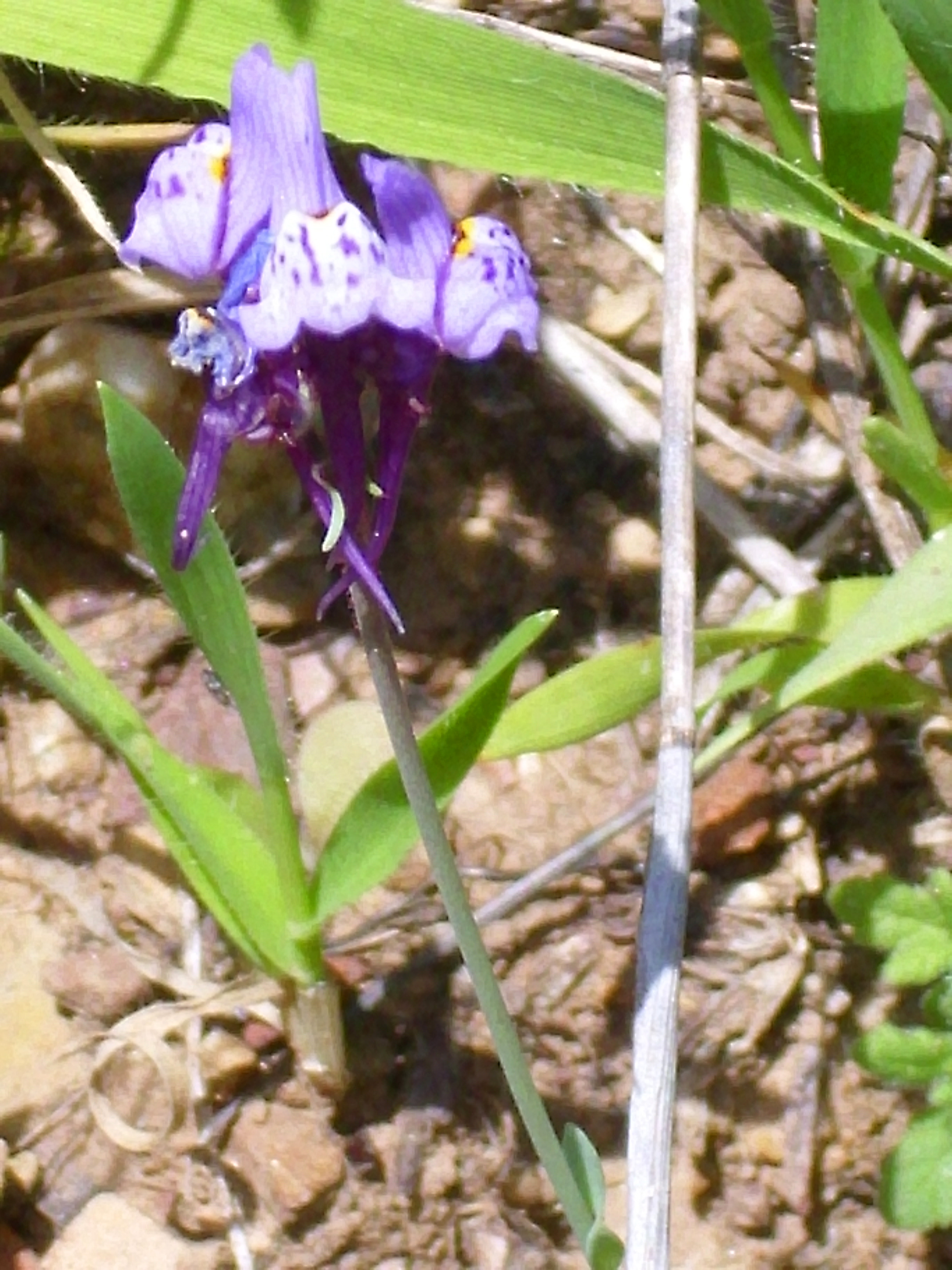